# تياغو أندرادي
تياغو أندرادي هو لاعب كرة قدم برازيلي، ولد في 31 أكتوبر 2000 في أراراس في البرازيل.

## وصلات خارجية
- تياغو أندرادي على موقع رابطة كرة القدم اليابانية للمحترفين (اليابانية)
- تياغو أندرادي على موقع الدوري الأمريكي (الإنجليزية)
- تياغو أندرادي على موقع قاعدة بيانات كرة القدم.إي يو (الإنجليزية)
- تياغو أندرادي على موقع ليكيب (الفرنسية)
- تياغو أندرادي على موقع Soccerway.com (الإنجليزية)